# Genetičko podrijetlo
Pogledati i: Genetičko podrijetlo Hrvata

Genetičko podrijetlo nekog naroda čini dio povijesti naroda i posljedica je seljenja i porasta brojnosti populacija. Otkrića o genetičkoj strukturi pojedinih naroda pokazuju da treba razlikovati genetičko podrijetlo naroda od stvaranja političkih naroda/nacija (etnogeneze). To su odvojeni procesi, ali utvrđivanje genetičkog podrijetla pomaže u razumijevanju povijesti i političkog oblikovanja naroda.
Područje istraživanja genetičkog podrijetla populacija, odnosno naroda, počinje se prema kovanici Colina Renfrewa nazivati arheogenetikom.

## Genetičko podrijetlo i genetička povijest
Prema I. Juriću, genetičko podrijetlo treba razlikovati od genetičke povijesti. Genetičko podrijetlo obuhvaća genetičku strukturu populacije i poznavanje događaja i procesa koji su do takve strukture doveli. Genetička struktura neke populacije je zbroj postotaka nekoga gena (haplotipa) koji je molekularno-genetičkim analizama utvrđen na uzorku pojedinaca (ne analiziraju se cijele populacije nego uzorci iz populacije).
Genetička povijest naroda pokazuje se isključivo kao posljedica pojave novih gena i nestajanja starih gena - to je evolucija nastajanja gena koji čine strukturu neke populacije pa i svih stanovnika Zemlje.

## Proučavanje genetičkog podrijetla

### Geni koji se ne rekombiniraju
Na putu razvoja genetičkih znanja o podrijetlu, prvo pitanje koje je tražilo odgovor bilo je: postoje li geni koji se ne mijenjaju kroz slijed muških i ženskih naraštaja i postoje li analitičke molekularne metode kojima se takvi geni mogu otkriti? To znači da se pitamo postoje li geni koje nose današnji stanovnici našeg planeta, a da su ih sigurno imali i njihovi roditelji i djedovi, odnosno i njihovi preci koji su živjeli u dalekoj prošlosti. Iako se mijenjao (mutirao), taj je gen cijelo to vrijeme ostao na svojem stalnom mjestu (lokusu) na kromosomu. Kada se otkrije slijed tih mutacija, upravo se s pomoću nastajanja te različitosti na istom mjestu (lokusu) otkrivaju geografska ishodišta tih gena i njihove migracije.
Geni koji nam to omogućuju nazivaju se haplotipovi, odnosno haplogrupe i u njih spadaju:
- geni koji se ne rekombiniraju i nalaze se na posebnom dijelu Y kromosoma (NRY),
- geni koji se ne rekombiniraju i nalaze se u citoplazmi, a ne u staničnoj jezgri, a to su mitohondrijski geni.

Odgovor na pitanje o podrijetlu traži se za pojedinca. Budući da skup pojedinaca čini populaciju, spoznaja o podrijetlu grupe pojedinaca omogućuje donošenje zaključaka o podrijetlu cijele populacije.

### Dinamika brojnosti stanovništva
Drugo pitanje na koje je trebalo odgovoriti ticalo se dinamike brojnosti stanovništva, odnosno tražio se odgovor na pitanje: kako, zašto, gdje i u koje je vrijeme brojnost stanovništva rasla? Odgovor na ta pitanja zahtijevao je otkrivanje i razumijevanje početka i širenja neolitske revolucije, odnosno razumijevanje početaka proizvodnje hrane i načina geografskog širenja proizvodnje hrane.